# クリスティアン・エスピノサ
クリスティアン・エスピノサ（Cristian Espinoza 、1995年4月3日 - ）は、アルゼンチン出身のプロサッカー選手。サンノゼ・アースクエイクス所属。ポジションはFW。

## クラブ経歴
CAウラカンの下部組織出身。2013年3月24日、プリメーラB・ナシオナルのインスティトゥートACコルドバ戦でトップチームデビュー。5月26日のクルセロ・デル・ノルテ戦でプロ初ゴール。
2016年8月4日、ビジャレアルCFに移籍し5年契約を結んだ。
8月19日、デポルティーボ・アラベスにレンタル移籍することが発表された。しかし出場機会の確保に苦しみ、1月30日付でビジャレアルに復帰した。
2017年1月31日、6月までの契約でレアル・バリャドリードにレンタル移籍。
2019年1月2日、サンノゼ・アースクエイクスにレンタル移籍。シーズン終了後、完全移籍に移行。

## 代表歴
2015年1月、ウルグアイで開催された2015 南米ユース選手権にU-20代表の一員として参加した。